# Parathroscinus corrinae
Parathroscinus corrinae – gatunek chrząszcza z rodziny Limnichidae i podrodziny Cephalobyrrhinae.
Gatunek opisany został w 1990 roku przez Davida P. Wooldridge'a.
Czarny chrząszcz o wypukłym, podłużno-owalnym ciele długości od 1,8 do 2,2 mm. Na głowie krótkie włosy złote i długie, brązowe. Owłosienie przedplecza czarne pośrodku i srebrne u nasady i w kątach tylnych. Na pokrywach krótkie i długie czarne włosy oraz łatki i pasy włosków srebrnych. Podstawa pokryw płytko dwufalista. Spód ciała gęsto, długo, brązowozłoto owłosiony. Zapiersie bez perforowanych punktów. Środkowy płat edeagusa zwęża się od nasady do zaokrąglonego wierzchołka.
Gatunek znany z lasów namorzynowych singapurskiego Pasir Ris.